# Шестипроменеві корали

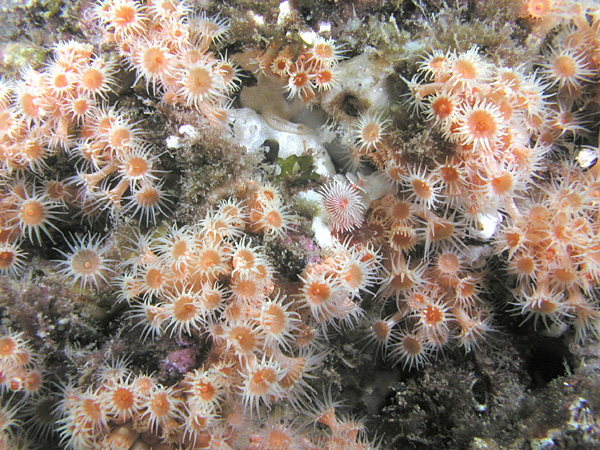
Морські анемони

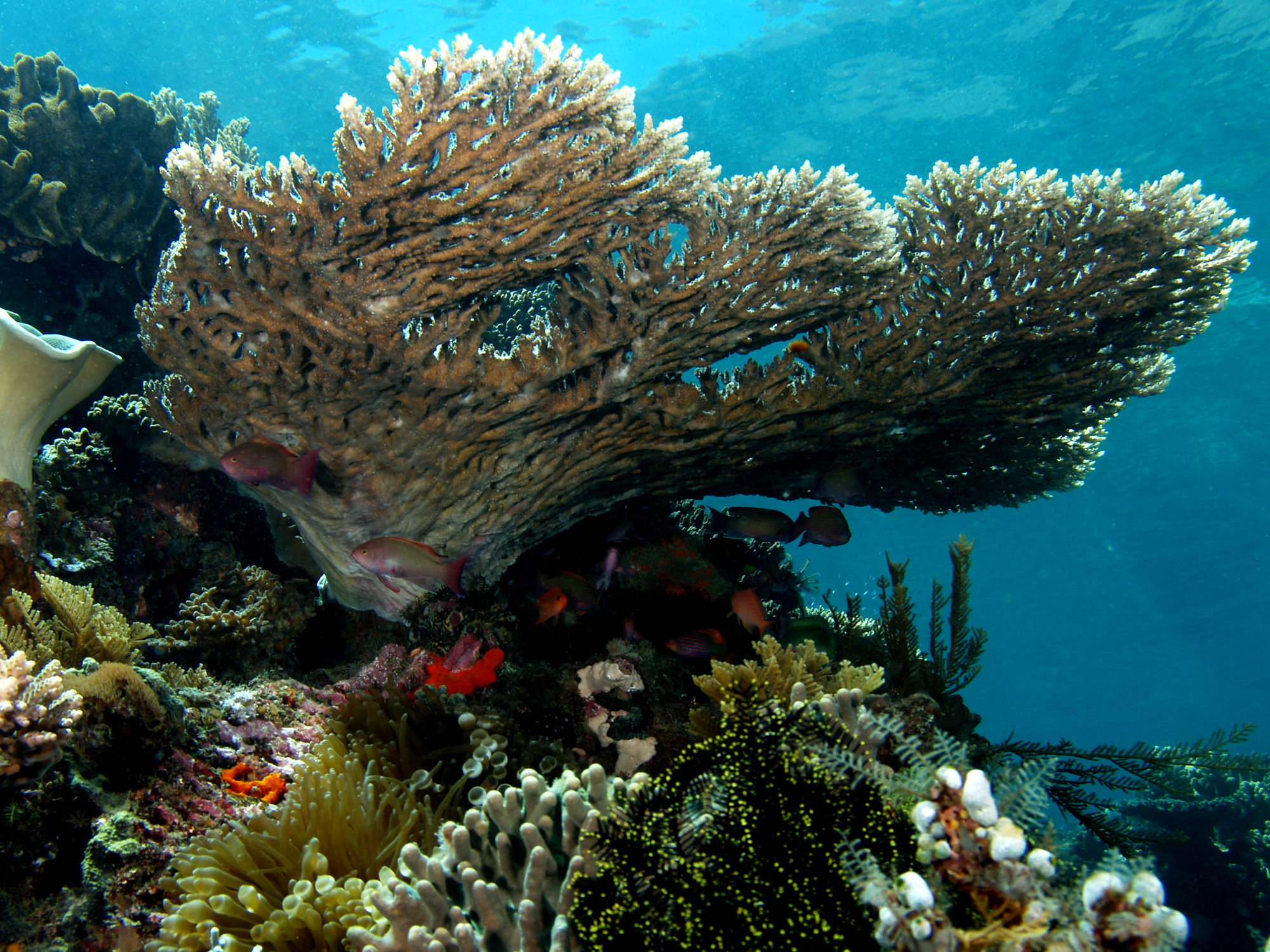
Acropora latistella

Шестипроменеві корали (Hexacorallia) — підклас коралів Anthozoa, що охоплює приблизно 4,300 види морських організмів, що утворюються з колоніальних поліпів загалом з 6-променевою симетрією.

## Опис
Кількість щупалець, що оточують ротовой отвір поліпа, є рівним 6 або кратне 6 (тоді виступають попарно), рідше їхня кількість становить 5, 8 або 10. У більшості є зовнішній скелет, часто дуже масивний, — вапняний, органічний або органічно-вапняний. На відміну від восьмипроменевих коралів (Octocorallia), м'язові прапорці на перегородках повернені у різних напрямах..

## Систематика
Підклас шестипроменевих коралів ділиться на 6 рядів, що існують тепер (близько 4300 видів) і 2 ряди вимерлих коралів :
- Актинії (Actiniaria)
- Антипатарії (Antipatharia)
- Ceriantharia
- Corallimorpharia
- †Rugosa
- Мадрепорові (Scleractinia)
- †Tabulata
- Zoanthidea

Більшість філогенетичних аналізів, спертих на молекулярні дані, підтверджують монофілетичність сучасних рядів.